# Festival de Lomisoba
 (octobre 2015).
Le Festival de Lomisoba est une célébration religieuse chrétienne géorgienne notamment connue pour ses nombreux sacrifices de moutons.

## Histoire du festival
Le festival est une célébration initialement païenne reprise par l'église chrétienne orthodoxe locale.

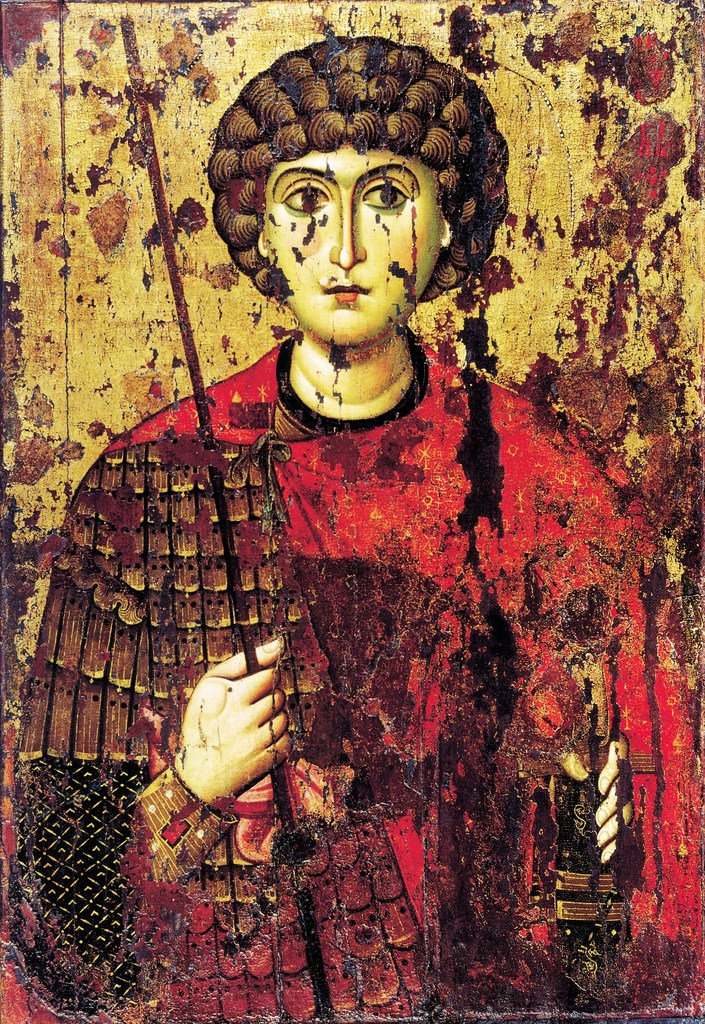
Icône de Saint George

D'après la légende de Lomisa datant du XIIIe siècle, l'armée Khwarezmid commandée par Jalal ad-Din envahit la région et fit 7000 otages dans la ville de Aragvi. Durant leur déportation, ces otages prirent l'icone de St George avec eux. La légende raconte que l'icone apporta la sécheresse au pays des Khwarezmid. Le Sultan demanda alors à ses mages de lui expliquer les causes de cette malédiction et ces derniers expliquèrent l'icone du saint en était à l'origine.  
Ce dernier ordonna alors qu'on la brûle. Mais lors de son incinération, cette dernière s'envola et alla se placer sur les cornes d'un taureau blanc sans que ce dernier ne bouge. Impressionné, le sultan décida de laisser partir les 7000 otages et lors de leur retour dans leur pays, ces derniers construisirent sur leur parcours plusieurs sanctuaires dédiés à St George.

## Déroulement de la procession
Cet événement a lieu tous les ans, le septième week-end après Pâques. La procession commence au monastère de Lomisa, une localité à la périphérie du village de Mleta (ru) en Géorgie.
La célébration débute à l'intérieur l'église St George de Lomisoba où un cérémonial religieux se déroule. Ensuite, une procession se met en route pendant plusieurs heures et se terminent par le sacrifices de nombreux moutons suivis de leur décapitation.

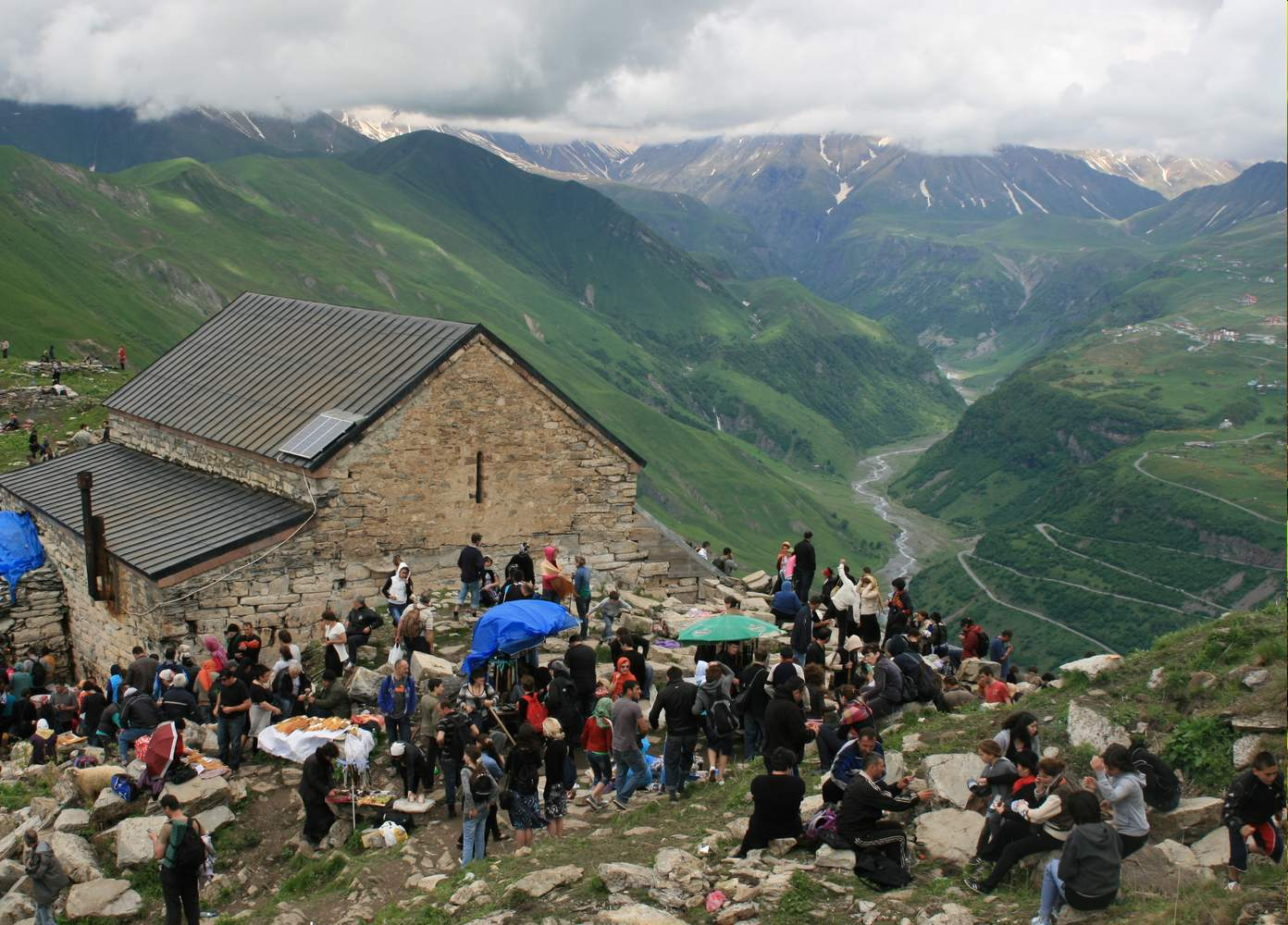
Procession devant l'église
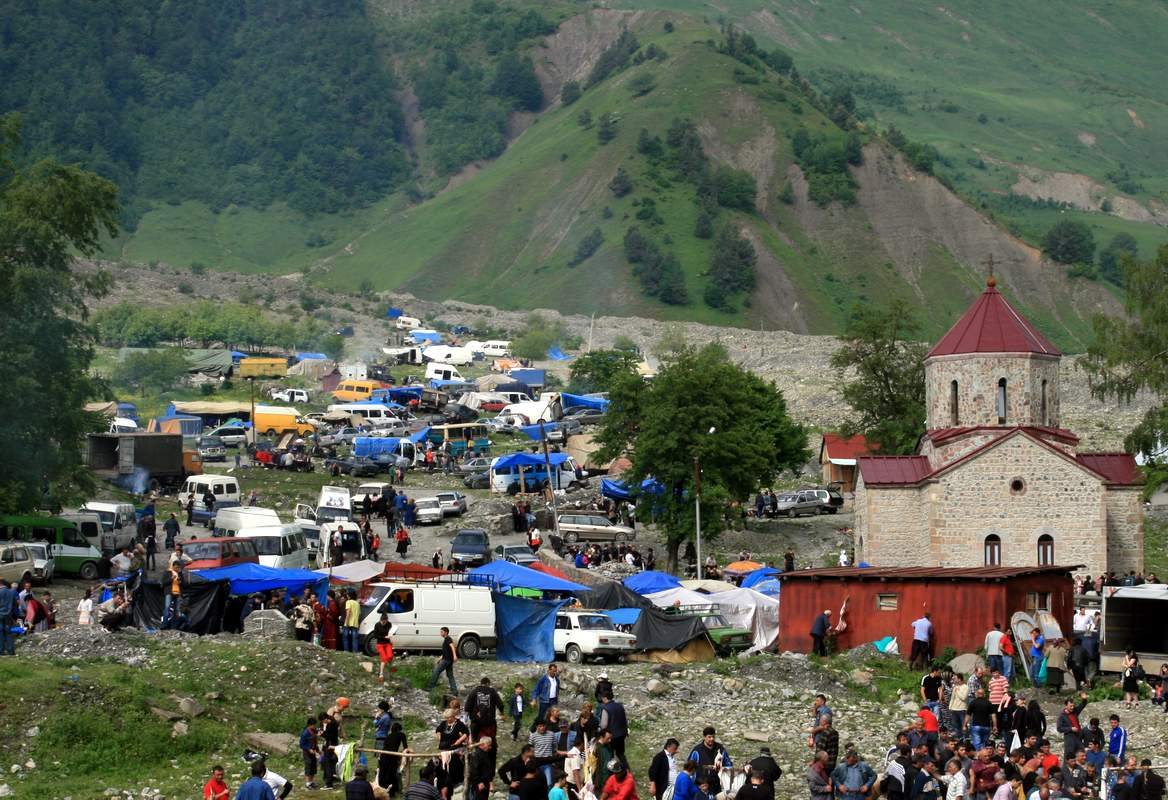
Procession dans le village

## Critiques liées aux sacrifices d'animaux
Cette fête, mi-chrétienne mi-païenne, est dénoncée par les associations de défense des animaux.